# 启封县
启封县，中国古县名。

## 沿革
春秋时期，为郑国辖地。郑庄公（前757年－前701年）时，大将郑邴在此建城。以“启拓封疆”之意名“启封”，即启封城，城址在今河南省开封市祥符区。戰國时期，魏国設𢼄𡉚睘（秦文字作“啟封縣”），位於都城所在的大梁縣的南部。魏王假三年（前225年），秦国将军王贲攻破大梁，魏国灭亡。秦国設碭郡，启封县属之。漢高帝十一年（前196年），封功臣陶舍為啟封侯，改啟封縣為啟封侯國，属河南郡。汉景帝即位（前157年）後，为避帝讳，改名开封。

## 縣令
- 癰，魏襄王二十一年（前298年）見任。[1]

## 封君
- 啟封愍侯陶舍，漢高帝十一年（前196年）在位。
  - 啟封侯→開封夷侯陶青，漢高帝十二年（前195年）至漢景帝中二年（前148年）在位。
    - 開封節侯陶偃，漢景帝中三年（前147年）至漢武帝元光四年（前131年）在位。
      - 開封侯陶雎，漢武帝元光五年（前130年）至元鼎五年（前112年）在位，坐酎金免。[3]